# 外部网关协议
外部网关协议（英語：Exterior Gateway Protocol，縮寫EGP）是一个现已过时的互联网路由协议，最初于1982年由BBN科技公司的Eric C. Rosen及大衛·米爾斯（David L. Mills）提出。其最早在RFC 827中描述，并于1984年在RFC 904中被正式规范。EGP是一种简单的（网络）可达性协议，其与现代的距離向量路由協定和路径-矢量协议不同，它仅限适用于树状拓扑的网络。
在互联网发展的早期，自治系统之间的互连使用的是一种称为“EGP版本3”的外部网关协议。EGP3不应与一般所说的各种EGP协议相混淆。现今，边界网关协议（BGP）是互联网路由的目前公认标准，其基本已取代了局限较大的EGP3协议。